# Torre di Matilde
La torre di Matilde è una torre campanaria in stile romanico a fianco della Cattedrale di Santa Maria Assunta e San Genesio di San Miniato.

## Storia
Incerta la data di costruzione dell'edificio, si ritiene edificata nel XII secolo. La denominazione è dovuta alla leggenda, ritenuta infondata, secondo cui Matilde di Canossa era nata nell'attiguo Palazzo dei Vicari. Originariamente, la Torre con la Rocca di Federico II e la Torre delle Cornacchie (abbattuta nel XVIII secolo) erano i fulcri della fortificazioni di San Miniato. Nel 1438 venne costruito l'orologio e nel 1489 la Torre di Matilde, a seguito della ristrutturazione della Cattedrale di Santa Maria Assunta e San Genesio, venne collegata alla chiesa.
Nel 2010 sono stati avviati dei lavori di restauro conclusasi nel novembre 2014 ed oggi la "Torre di Matilde" è visitabile tramite il pagamento di un biglietto. Gli orari e le tariffe sono consultabili sul sito del Museo diocesano di Arte Sacra di San Miniato.

## Descrizione
La torre rappresenta una testimonianza dell'architettura militare a San Miniato quando la cittadina era sotto l'egida del Sacro romano impero. A pianta quadrangolare, a struttura di coronamento, con edicole terminali, aggiunte nel XIII secolo.